# 蕭百宗
蕭百宗（1925年—1999年7月16日），臺灣澎湖縣白沙鄉人，航運企業家，在八二三砲戰時發跡，1970年代初一度擁有臺灣船數最多的船隊。

## 生平

### 興起
蕭百宗生於1925年，澎湖縣白沙鄉城前村人，媽宮公學校高等科畢業後就至臺灣本島工作。
戰後時期初，蕭百宗經營航行高雄與金門島間的安平輪。1954年，蕭百宗的船隻在九三炮戰被擊毀後，政府就輔導購船，讓他得以投入熱門航線而快速發展。由於八二三砲戰期間，蕭百宗敢於支援運補金門，使得他獲得中華民國政府信任。如謝東閔親人就在蕭百宗底下公司任職，黨政關係良好。在運費上，政府也給予特別優惠，讓蕭百宗在金門戰役運輸補給獲利。

### 致富
1958年，蕭百宗以資本額新台幣六百萬元成立大來輪船。該年，他從法國買了三艘冷凍船作為為載運香蕉到日本的貨船，逐漸累積資產。1964年，蕭百宗已擁有千噸級、五千噸、萬噸級共十餘艘的船隊。之後，他陸續開設大鵬輪船、利來海運、大榮海運等。
1972年5月1日起，蕭百宗開始經營從香港經臺灣到美國的固定航線。為這條往美國東岸的定期班輪，蕭百宗大量低價買進船隻，不久國際運費大漲而大賺。同年，蕭百宗捐助高雄關帝廟重建。
1973年，蕭百宗以大來輪船賺得的七百五十萬美元，買下正泰水泥大部份股權。但建廠時機器設計錯誤，以至日後生產經常發生停工，使得成本大增。
蕭百宗見原先馬公與高雄航線營運船隻破舊，時有海難，便籌集新台幣四百萬元，購買一艘日本的四百噸船。1974年5月20日，蕭百宗的城前輪開始往返馬公港與高雄港。為回饋家鄉澎湖，蕭百宗以新台幣五百萬元作無息貸款，協助需要資金來發展事業的鄉親。
1974年，蕭百宗的大鵬輪船與李宗吉的基業船務合作，收購希臘Marchessini輪船公司的八艘萬噸級貨輪。蕭百宗以希臘輪船開闢從臺灣，經美國、巴拿馬運河到歐洲的環球航線，而達到事業巔峰。據他自己說法，他本人資產最高時，達一億美元，並擁有共四十餘萬噸、五十四艘船隻。因一度他擁有臺灣船數最多的船隊，因此曾被稱為「歐納西斯」。1974年報界譽他為繼董浩雲、包玉剛之後，是臺灣新興的船王。在該年，蕭百宗轉投資的就有高雄造紙廠、富祥漁業、協通貿易、捷勝貿易、百宗大廈、二水紡織、及二水塑膠等。

### 衰退
1970年前後，中東地區是經營國際航線的臺灣航商必爭之地，熱絡到船東以七、八十萬美元買一艘雜貨船以一次航次就可賺回本錢。像是蕭百宗是1972年開始投入最熱門的中東航線，但之後就遇到船舶過剩、野雞船盛行。1977年6月起，大鵬輪船八十三名員工就開始領不到薪水。
因蕭百宗慣買耗油的二手船來擴充船隊，油費成為最大的負擔。加上隨著投資正泰水泥、桑果樂、花蓮輪失利，至1978年，台北公司六十位員工就已離職半數、高雄辦事處從一百五十人只剩下十多人。依然有員工留下，甚至為生計開設茶葉行維生，如駐埠船長凌東郎就再待十四年。蕭百宗原先部屬日後也成為企業家，如四維航運公司董事長藍俊德、運昇船務公司董事長梁電敏、順平國際公司董事長凌東郎等。

### 晚年
1990年，蕭百宗與吳振瑞後代發生債務糾紛。次年，蕭百宗至海外作生意。他前往柬埔寨發展，在金邊市經營電影院。
1999年7月16日，蕭百宗病逝於金邊市。蕭百宗女兒蕭碧華則家道中落後，在怡和洋行工作多年，2003年出的書《一本女人寫給女人的理財書》為當年的暢銷書。